# Villy-le-Bouveret
Villy-le-Bouveret – miejscowość i gmina we Francji, w regionie Owernia-Rodan-Alpy, w departamencie Górna Sabaudia.
Według danych na rok 1990 gminę zamieszkiwało 261 osób, a gęstość zaludnienia wynosiła 75 osób/km² (wśród 2880 gmin regionu Rodan-Alpy Villy-le-Bouveret plasuje się na 1367. miejscu pod względem liczby ludności, natomiast pod względem powierzchni na miejscu 1619.).